# Baseball & Softball Club Rovigo
La Baseball & Softball Club Rovigo (o BSC Rovigo) è la società di baseball e softball della città di Rovigo, attualmente partecipante al campionato italiano serie A1 softball e serie A baseball
La Società, fondata ufficialmente nel 1972 a Rovigo, trae origini negli anni sessanta dalla squadra dei Green Sleaves, un gruppo di appassionati che partecipa per la prima volta nella provincia di Rovigo ad un campionato ufficiale.
Attualmente la BSC Rovigo è attiva, oltre che nei campionati seniores sia maschili sia femminili, con nove rappresentative giovanili a tutti i livelli d'età. Il Baseball Softball Club Rovigo è promotore di diverse iniziative di marketing quali il Baseball Night, il Team Building Sportivo e da poco ha introdotto anche il Baseball per Ciechi

## Squadre iscritte nel 2021
- Prima Squadra, in Serie A baseball
- Prima Squadra femminile in A2 softball
- Serie C Federale
- LAB Amatori
- Under 18 baseball
- Under 15 softball
- Under 15 baseball
- Under 14 baseball
- Under 12 baseball
- Under 12 softball
- Baseball Promozionale
- Minibaseball
- Baseball Per Ciechi